# Vladimir Nazor (traghetto)
Il Vladimir Nazor è un traghetto appartenente alla compagnia di navigazione croata Jadrolinija.

## Caratteristiche
Il traghetto, costruito appositamente per collegare i piccoli porti delle isole croate, è lungo circa 87 metri e, spinto dai suoi due motori motori diesel B&W 6S28LU-4 generanti una potenza massima di 1620 kW, è in grado di raggiungere una velocità massima di 13 nodi.
La storica unità, intitolata al celebre politico, poeta e scrittore croato Vladimir Nazor, è inoltre in grado di trasportare un massimo di 450 passeggeri e 80 auto.

## Costruzione
Il traghetto, originariamente costruito dal Cantiere navale di Porto Re per le esigenze della società petrolchimica DINA Petrokemija, avrebbe dovuto trasportare vagoni ferroviari. Tuttavia poco dopo il progetto fallì, ed il cantiere navale raggiunse un accordo di vendita con la Jadrolinija. Le rotaie furono quindi rimosse e l'unita fu adattata al trasporto di passeggeri e veicoli.

## Servizio
Consegnato nel maggio nel 1986 alla Jadrolinija, ha operato nei collegamenti tra Spalato e le isole circostanti, principalmente tra i porti di San Pietro di Brazza, Cittavecchia e Lissa. 
Il 15 novembre 1991 viene gravemente danneggiato insieme al compagno di flotta Bartol Kašić nell'attacco della Jugoslavenska ratna mornarica a Spalato, durante il quale due membri dell'equipaggio, Dinko Maras e Jure Kalpic, persero la vita e altrettanti rimasero feriti.

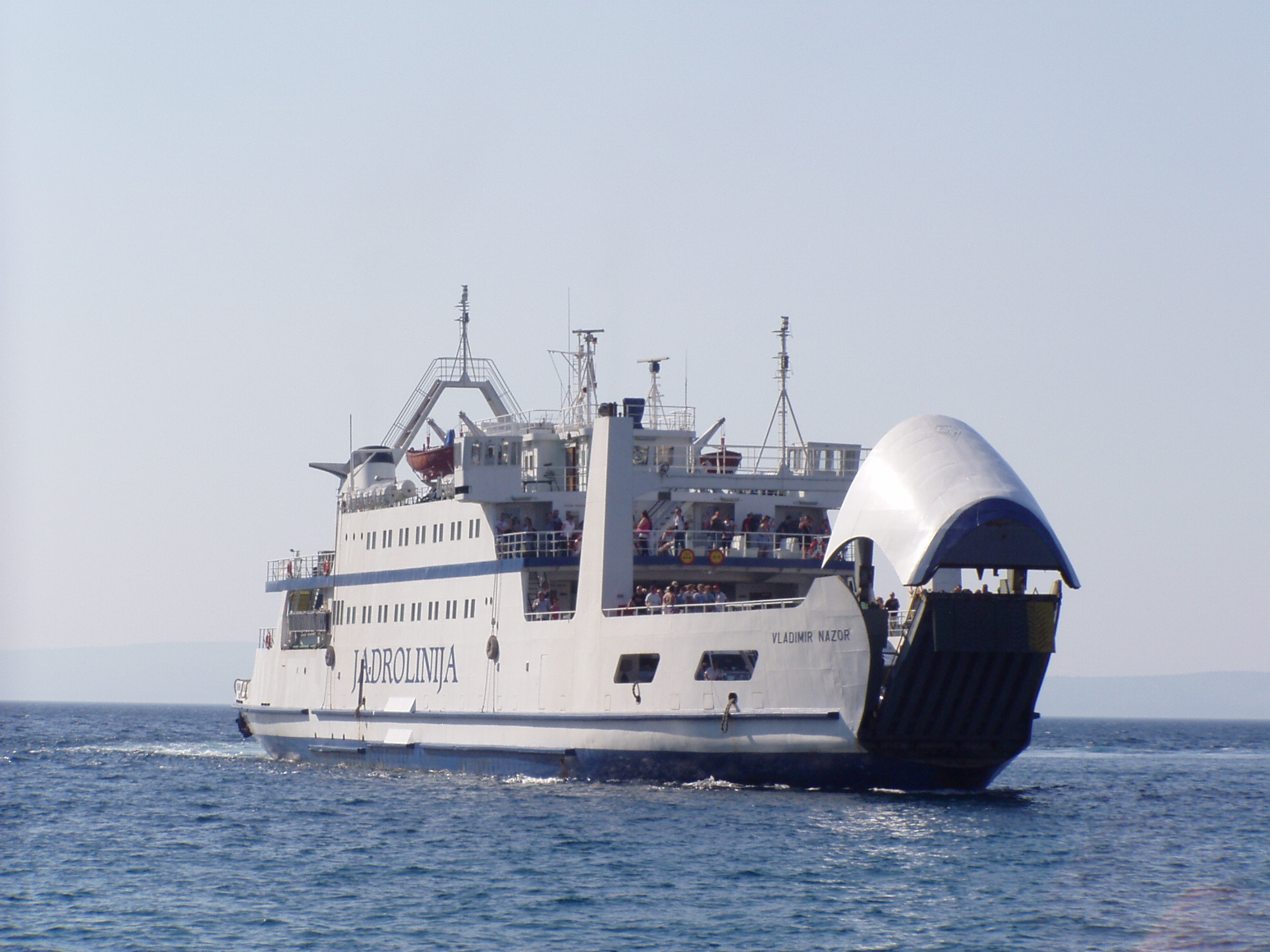
Il Vladimir Nazor in arrivo a Trappano.

Nel luglio del 2003, con l'entrata in servizio del nuovo Tin Ujević, viene trasferito nei collegamenti tra Zara e Berbigno, continuando saltuariamente ad operare anche nei collegamenti tra Spalato e San Pietro di Brazza.
Il 1º luglio 2010 prende servizio nei collegamenti tra Porto Tolero e Trappano in sostituzione del Pelješčanka.
Nel 2013 viene trasferito nei collegamenti tra Gazenica, Rivanij, Sestrunj, Zverinac, Molat ed Ist, dove opera tutt'oggi.